# Ломбок
Ломбок (на индонезийски: Lombok) е остров в провинция Западни Малки Зондски острови, Индонезия. Той е част от веригата на Малките Зондски острови, като Ломбокският проток го отделя от остров Бали на запад, а протокът Алас го отделя от остров Сумбава на изток. Грубата му форма е кръгла с полуостров Секотонг на югозапад като „опашка“. Площта му е 4514 km2. Столицата на провинцията и най-големият град на острова е Матарам.
Ломбок е в известна степен подобен по големина и гъстота и споделя известно културно наследство със съседен Бали. Все пак, административно принадлежи към друга провинция, заедно с по-големия и по-рядко населения Сумбава на изток. Около Ломбок са разпръснати ред малки островчета, наричани Гили.
На острова живеят 3,3 милиона индонезийци към 2014 г.

## История
Освен документа Babad Lombok, описващ изригването на вулкана Самалас през 1257 г., не се знае почти нищо за острова преди 17 век. Преди това той е администриран от множество малки сражаващи се феодални държави. От тази липса на единство се възползват съседните балийци, които поемат контрол над западната част на Ломбок в началото на 17 век. Макасарците междувременно нахлуват в източната част на острова от колониите си в съседен Сумбава. Холандците посещават Ломбок през 1674 г., а Нидерландската източноиндийска компания сключва първия си договор с принцесата на Ломбок. Балийците успяват да завземат целия остров към 1750 г., но вътрешните им борби водят до разделянето на острова на четири феодални кралства.
Отношенията на балийците със сасаките на запад са като цяло в хармония. На изток, обаче, отношенията са по-възбудени и балийците упражняват контрол от гарнизоните си. Селяните стават подобни на крепостници и аристокрацията на сасаките губи голяма част от властта си и земевладенията си.
По време на един от многобройните бунтове на сасаките срещу балийците, военачалниците на сасаките изпращат дипломатически представители при холандците в Бали и ги канят да управляват Ломбок. През юни 1894 г. генерал-губернаторът на Нидерландската източноиндийска компания подписва договор със сасаксите бунтовници в източната част на Ломбок. Той изпраща голяма армия във вътрешността на острова и балийците бързо капитулират. Целият остров е анексиран от холандците през 1895 г. Те господстват над 500 000 местни жители със сила от не повече от 250 души, като си печелят подкрепата на аристокрацията на балийците и сасаките. На Ломбок холандците се считат за освободители от балийската хегемония.
През Втората световна война японски сили нахлуват и окупират Малките Зондски острови, включително и Ломбок. Те пристигат следобеда на 9 май 1942 г. в Матарам. Холандските защитници бързо са победени, а островът а окупиран.
След спирането на военни действия японските войски в Индонезия се изтеглят, а Ломбок е временно върнат в холандски ръце. След последвалата индонезийска независимост от холандците, аристокрацията на балийците и сасаките продължава да доминира над острова. През 1958 г. островът е инкорпориран в провинция Западни Малки Зондски острови, а Матарам става провинциална столица. Масови убийства на комунисти през 1965 – 1966 г. разтърсват острова след опит за преврат в Джакарта. При управлението на президента Сухарто островът бележи стабилност и прогрес, но не в такава степен като Ява и Бали. Лоша реколта води до глад през 1966 г. и недостиг на храна през 1973 г. Правителствената трансмиграционна програма води до преместването на много хора извън Ломбок. През 1980-те години туризмът процъфтява на острова, макар печалбата на местното население да не е голяма. Политическата и икономическата криза от края на 1990-те години в Индонезия засяга острова. През януари 2000 г. избухват безредици в Матарам, при които пострадват основно християни и етнически китайци. Скоро след това туризмът запада.

### Земетресения от 2018 г.
На 28 юли 2018 г. земетресение с магнитуд 6,4 по Рихтер удря острова, убивайки 20 души и ранявайки стотици. Трусът причинява значителни щети на инфраструктурата на Ломбок и предшества по-голямо земетресение, което настъпва осем дни по-късно. На 5 август Ломбок е ударен от земетресение с магнитуд 7,0 по Рихтер, което причинява катастрофални щети в северната част на острова. Над 550 души умират, а над 7000 са ранени. На 19 август ново земетресение убива 13 души и поврежда 1800 сгради.

## География и икономика
Островът се намира източно от Ломбокския проток, който маркира биогеографската граница между фауната на Индо-Малайската биогеографска област е тази на Австралазия. Това разделение е познато още като Уолъсова линия. Алфред Ръсел Уолъс е първият човек, който коментира тази рязка граница между двата региона. На изток от Ломбок се намира протокът Алас, тясно ивица вода, разделяща острова от съседния остров Сумбава.
Топографията на острова е преобладавана от централно разположеният стратовулкан Ринджани, вторият най-висок вулкан в Индонезия, издигащ се на 3725 m надморска височина, което прави Ломбок 8-ият най-висок остров в света. Най-скорошното изригване на Ринджани е от септември 2016 г. Вулканът и кратерното му езеро (Сегара Анак) са защитени чрез национален парк от 1997 г. насам. Скорошни сведения сочат, че древният вулкан Самалас, от който днес е останала само калдерата, е изригнал през 1257 г., което е едно от най-големите вулканични изригвания в писмената история и предизвиква катаклизми в глобалните метеорологични условия.
Планинските земи на Ломбок са покрити с гори и са неразработени. По-ниските части са усвоени, като в тях се отглеждат различни култури: ориз, соя, кафе, тютюн, памук, канела, какао, карамфил, маниока, царевица, кокосови орехи, копра, банани и ванилия. Южната част на острова е плодородна, но по-суха, особено в близост до южното крайбрежие.
Водните запаси на Ломбок са недостатъчно и това създава напрежение върху доставките на вода за провинциалната столица, Матарам, и съответно за острова като цяло. Южните и централните части са най-зле засегнати. Провинцията като цяло е под заплаха от водна криза, причинена от увеличаващата се деградация върху подпочвените води.
Островът е богат на полезни изкопаеми – разработени са находища на олово, калай, желязо, манган, цинк, сребро и злато.
Туризмът е важен източник на доходи на Ломбок. Най-развитата туристическа област е тази на западното крайбрежие, която е центрирана около градчето Сенгиги.

## Население
85% от населението на острова са сасаки, които вероятно мигрират от Ява през първото хилядолетие пр. н. е. Между 10% и 15% са балийци.
Сасаките са културно и лингвистично близки с балийците, но за разлика от тях, те не са индуисти, а мюсюлмани и съответно земите им са осеяни с джамии и минарета. Ислямските традиции и празници влияят на ежедневните дейности на острова.